# Armin Shimerman
Armin Shimerman (Lakewood, New Jersey, 5 november 1949) is een Amerikaans acteur. Hij is gehuwd met actrice Kitty Swink.

## Carrière
Shimerman speelde eind jaren 80 in de televisieserie Beauty and the Beast, waarin hij de rol van Pascal vertolkte. In de jaren 90 speelde hij zeven seizoenen in de sciencefictionserie Star Trek: Deep Space Nine, waarin hij op vaak komische wijze de rol van Quark vertolkte, de plaatselijke eigenaar van de bar en goktent. Hij is onder meer ook te zien in Stargate SG-1, Buffy the Vampire Slayer en Boston Public. Verder werkt hij als stemacteur en geeft hij les aan jonge acteurs.
Hij is ook actief lid van de Screen Actors Guild, een vakbond die de belangen van acteurs behartigt.